# Korps Koloniale Reserve
Het Korps Koloniale Reserve was een opleidingscentrum voor Nederlandse vrijwilligers van het Koninklijk Nederlandsch-Indisch Leger (KNIL). Het Korps bestond van 1890 tot 1951 en was vanaf 1911 gevestigd in de Prins Hendrikkazerne te Nijmegen.

## Geschiedenis
Voordat de Koloniale Reserve bestond, was er het Koloniaal Werfdepot in Harderwijk, dat rond 1830 was opgericht. Hier vond in eerste instantie de werving en opleiding voor het Koninklijk Nederlands-Indisch Leger plaats. Over het algemeen verliep dat zonder al te veel problemen. Pas na 1870 werd het voor de militaire autoriteiten lastiger om voldoende militairen te werven, doordat landen zoals Frankrijk en Duitsland de werving van militairen door buitenlandse mogendheden gingen tegenwerken. Het Ministerie van Koloniën en Oorlog was daardoor gedwongen om zich te richten op het werven van ‘vrijwilligers’ van eigen bodem, die - net zoals de buitenlandse vrijwilligers - meestal van gering allooi waren. Het Koloniaal Werfdepot stond in de volksmond ook wel bekend als het ‘gootgat van Europa’, omdat er uit heel Europa vrijwilligers’ werden geworven. Dienstneming bij de koloniale troepen droeg daardoor geruime tijd het stigma van maatschappelijke verdoemenis, iets wat de wervingsresultaten negatief beïnvloedde. Aan het eind van de negentiende eeuw ontstond langzaam het besef bij het Ministerie van Koloniën dat de kwaliteit van de voor Indië bestemde militairen moest verbeteren.

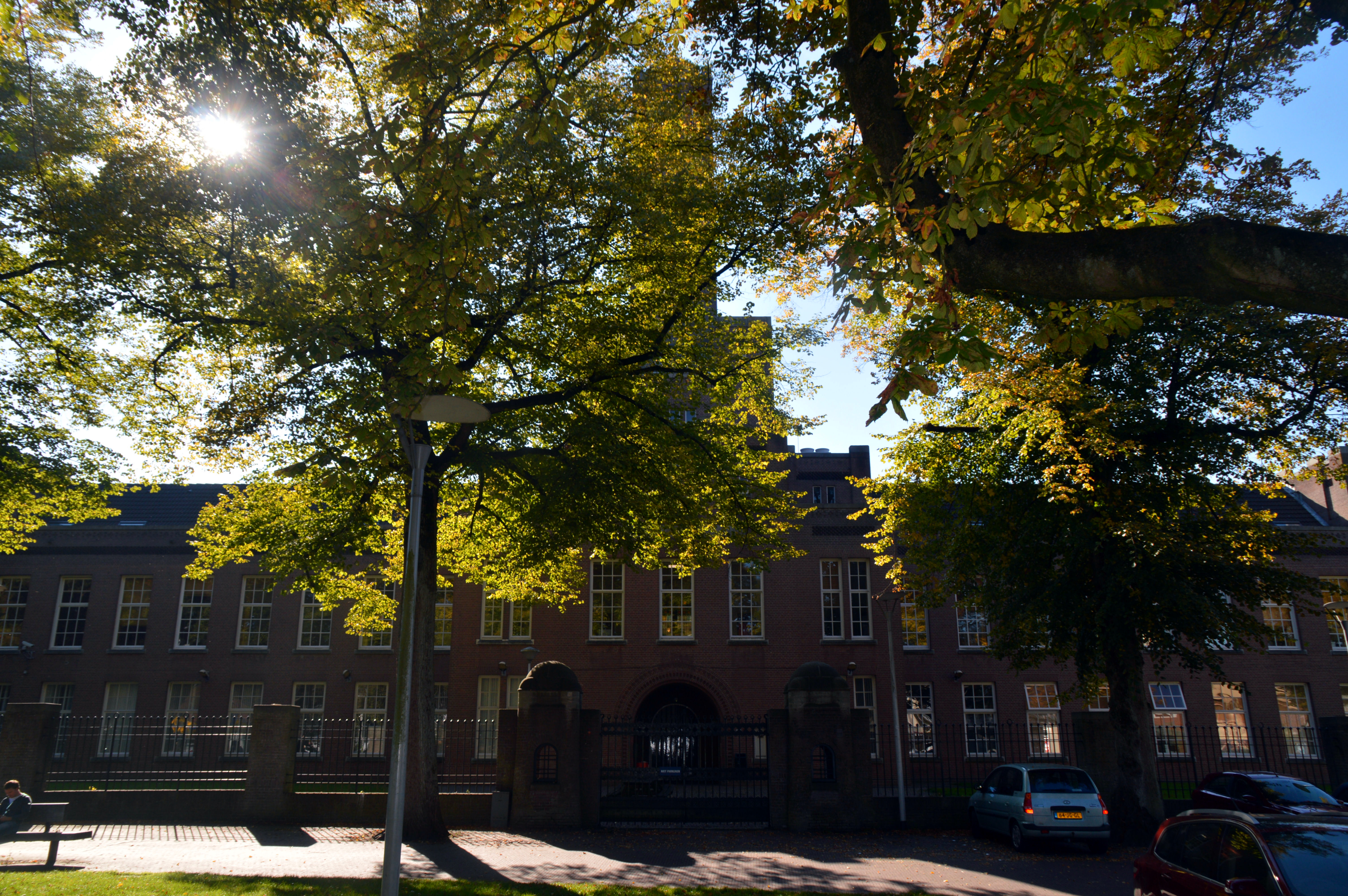
Prins Hendrikkazerne

In 1890 werd luitenant-kolonel Josephus Fredericus Dominicus Bruinsma de eerste commandant van het per Koninklijk Besluit van 24 augustus 1890 nummer 18 opgerichte Korps Koloniale Reserve, met kapitein Johannes Rudolph Jacobs als zijn adjudant. Het Korps stond onder bevel van de Minister van Koloniën en was opgericht ter vervanging van de Indische brigade, waartoe machtiging was verleend bij Koninklijk Besluit van 9 maart 1874, nummer 32, maar dat echter nooit van de grond was gekomen. Er bestond behoefte aan een dergelijk reservekorps voor de Koloniën omdat de grondwet de inzet van de Koninklijke Landmacht verbood voor oorlogen buiten Europa. Het korps was tevens bedoeld als reconvalescenten korps voor militairen uit Oost- en West-Indië die in hun functie tijdelijk ongeschikt voor de dienst waren geworden. In de beginperiode was het korps zowel in Zutphen als in Nijmegen gevestigd. Daarnaast was er een werfdepot in Harderwijk. In Zutphen werd de Waliën kazerne gebruikt die in januari 1891 als eerste opende. Vanaf april werd in Nijmegen de Waalkazerne in gebruik genomen. In 1895 waren de faciliteiten in Nijmegen te klein en werd ook de nabijgelegen Valkhofkazerne gebruikt. Bruinsma werd in april 1895 opgevolgd door Gijsbertus Godefriedus Johannes Notten als de tweede commandant van het Korps Koloniale Reserve. In 1906 wilde het ministerie van Koloniën het gehele korps samenvoegen, waarbij Zutphen de beoogde locatie was. Na lobby van de gemeente Nijmegen werd daar een nieuwe kazerne gebouwd, de Prins Hendrikkazerne die in 1911 opende. In 1912 werd het hele korps daar ondergebracht. Het werfdepot in Harderwijk was in 1909 gesloten.
De soldaten van het KNIL, in de stad wel als "kolonialen" betiteld, werden in 4 tot 12 maanden opgeleid. De opleiding bestond uit veldmarsen, gymnastiek en sport. Men leerde ook Maleis en kreeg Indisch eten.
Vanaf 1919 werden alleen nog onderofficieren opgeleid. De koloniale reserve werd gerekruteerd uit vrijwilligers en bestond uit vier compagnieën, tezamen ongeveer duizend man. Na 1921 werden er in Nijmegen nog slechts enkele honderden militairen per jaar afgeleverd voor de dienst in het KNIL.
In september 1938 werd het Korps tijdelijk verplaatst naar Aalsmeer vanwege de oorlogsdreiging en Mobilisatie. Tijdens de Duitse inval in 1940 is de Koloniale Reserve niet ingezet. Veel van de militairen hebben krijgsgevangen gezeten in Slot Colditz. Het Korps werd na de oorlog niet meer geheractiveerd.
Op 21 november 1947 werd in Nijmegen het KNIL-centrum geopend, wat gezien kan worden als opvolger van het Korps. Het centrum was echter niet gericht op opleiding en uitzending, maar op demobilisatie en repatriëring. Op 26 juli 1950 werd op het KNIL-centrum, en tegelijkertijd in Indonesië, met een sobere ceremonie de opheffing van het KNIL bekrachtigd. Op 14 maart 1951 werd het centrum officieel gesloten, al bleven er tot in 1953 nog werkzaamheden plaatsvinden.
Het Korps Koloniale Reserve vertoonde zich tijdens de Nijmeegse Vierdaagse aan de bevolking in opvallende uniformen. De jaarlijkse wandelmarsen waren niet alleen bedoeld als training, maar werden ook gebruikt om nieuwe rekruten te werven. De Prins Hendrikkazerne, thuisbasis van het korps, was tussen 1925 en 1946 zelfs het vaste vertrekpunt van de tocht.
In Nijmegen zijn tussen 1910 en 1930 aan de Oranjesingel en de Groesbeekseweg diverse herenhuizen gebouwd waar KNIL-officieren na pensionering woonden. Tijden de zes tot twaalf maanden verlof, die men eens in de zes jaar kreeg, woonden velen met hun gezin in "verlofhuizen" in Nijmegen-Oost en Hees. Deze huizen hadden diepe tuinen en waren speciaal gebouwd voor de KNIL-militairen en hun gezinnen. Sommigen vestigden zich na hun dienstverband permanent in Nijmegen.

## Commandanten

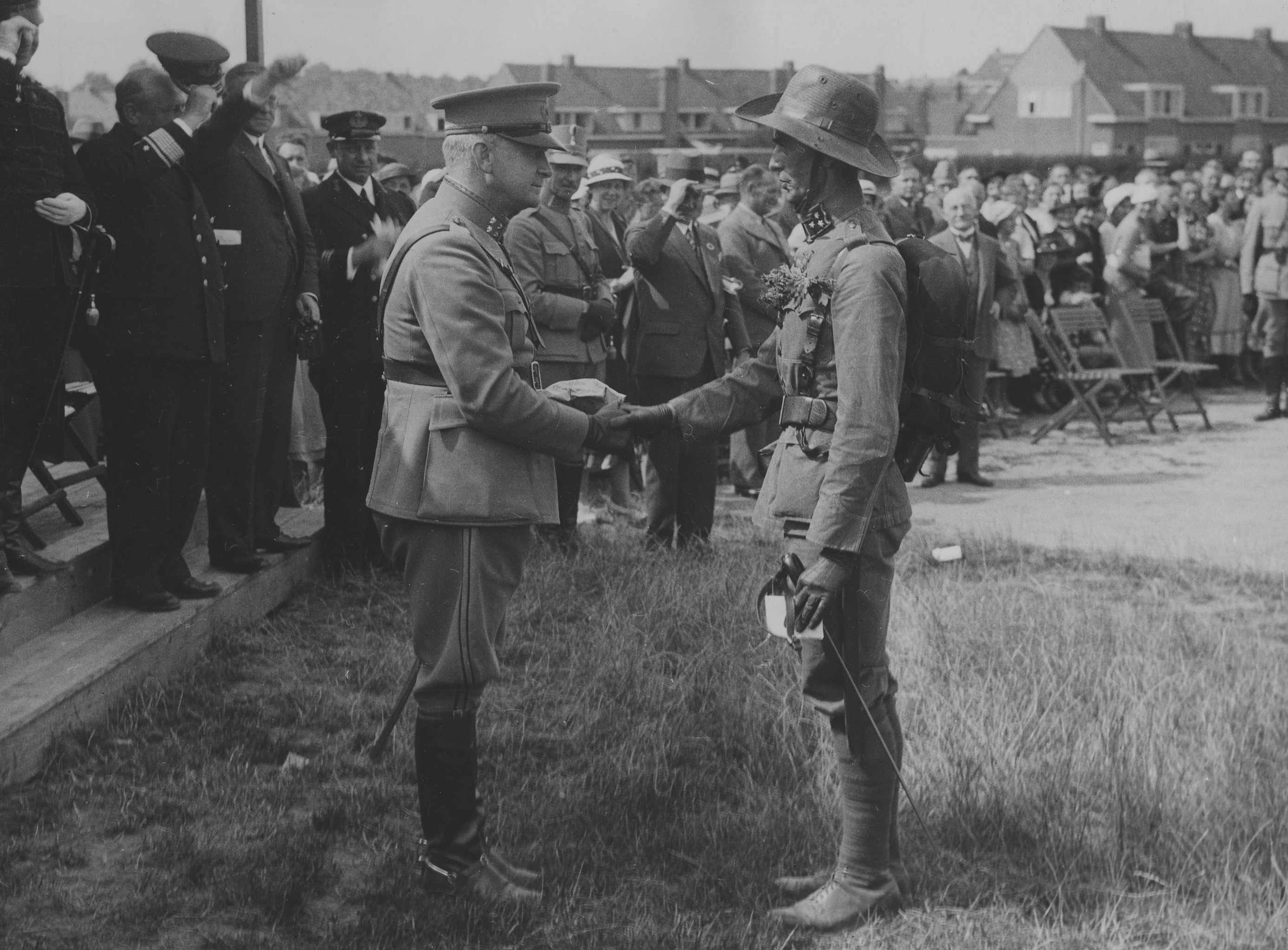
De commandant van het detachement Koloniale Reserve, de Kapitein L.A. van den Berghe ontvangt gelukwensen van generaal Fabius op het Molenveld op de vierde dag van de 25e Vierdaagse (26 juli 1935).

- 1890 - 1895 Generaal-majoor Josephus Fredericus Dominicus Bruinsma, Ridder Militaire Willems-Orde en Orde van de Nederlandse Leeuw
- 1895 - 1899 Majoor Gijsbertus Godefriedus Johannes Notten, officier in de Orde van Oranje-Nassau en oprichter Korps Marechaussee te voet
- 1899 - 1904 Luitenant-kolonel J.A.P. Grevers, onder meer drager van het Lombokkruis.
- 1904 - 1904 Luitenant-kolonel Sipko Adriaan Drijber, tot 1 mei 1904, Ridder Militaire Willems-Orde.[5]
- 1904 - 1906 Luitenant-kolonel Robert G. Doorman, Ridder Militaire Willems-Orde. Benoemd op 1 mei 1904.
- 1906 - 1911 Luitenant-kolonel J.C. van den Belt, Ridder Militaire Willems-Orde.[6]
- 1911 - 1922 Kolonel W.J. de Voogt. Ridder Orde van Oranje Nassau en Orde van de Nederlandse Leeuw. Garnizoenscommandant Nijmegen 1914-1918.[7]
- 1922 - 1926 Majoor J.D. Roukens.
- 1926 - 1927 Majoor W.C. Camman. Op eigen verzoek eervol ontslag verleend op 16 september 1927.[8]
- 1927 - 1931 Luitenant-kolonel Jan Jozua Barendsen, Ridder Militaire Willems-orde 4e klasse.[9]
- 1931 - 1935 Majoor J.P. Wissema
- 1935 - 1938 Kapitein L.A. van den Berghe
- 1938 - 1940 Luitenant-kolonel J. Slagter
- 1947 - 1951 Kolonel W.C. Muller

## Afbeeldingen

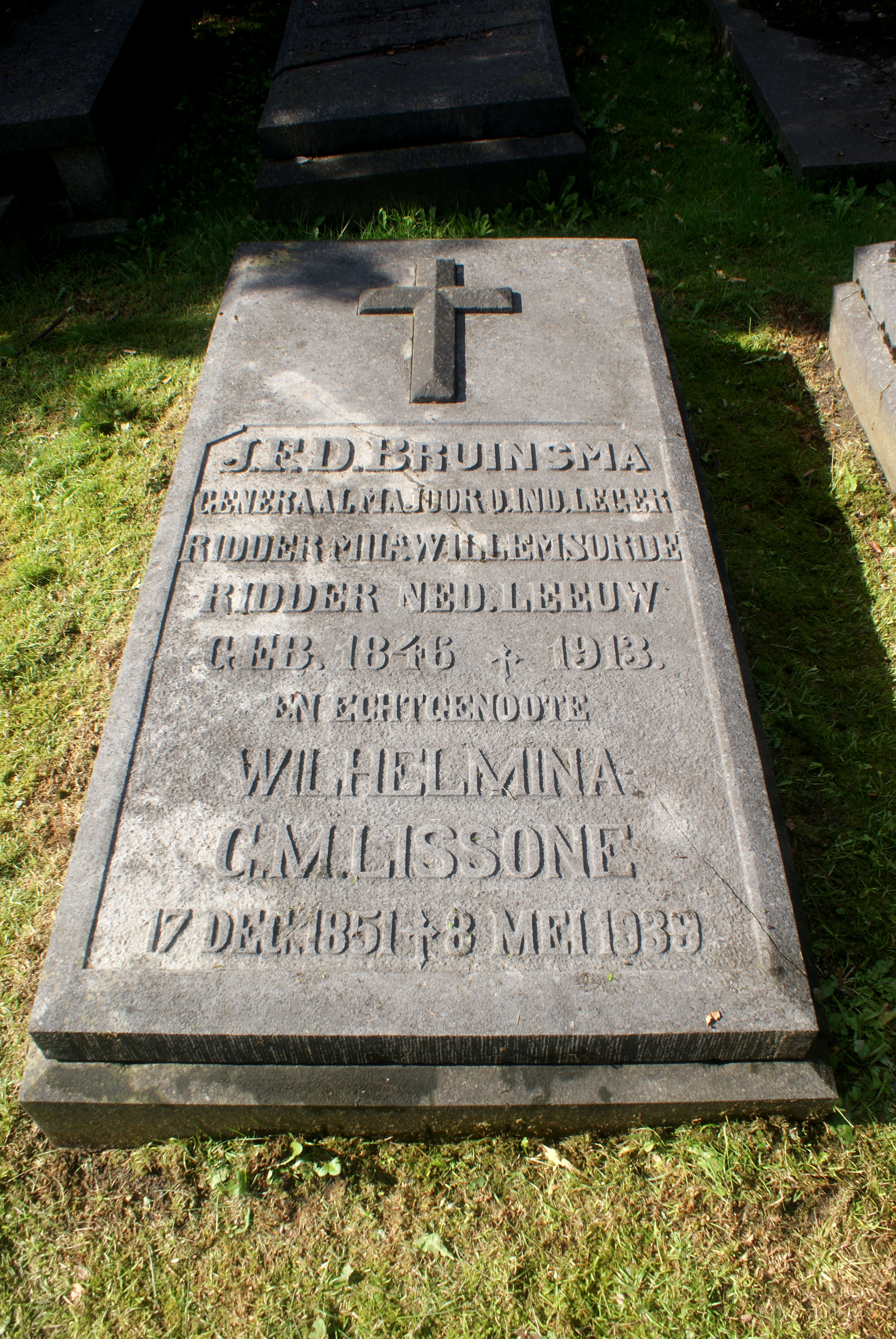
Graf Josephus Fredericus Dominicus Bruinsma
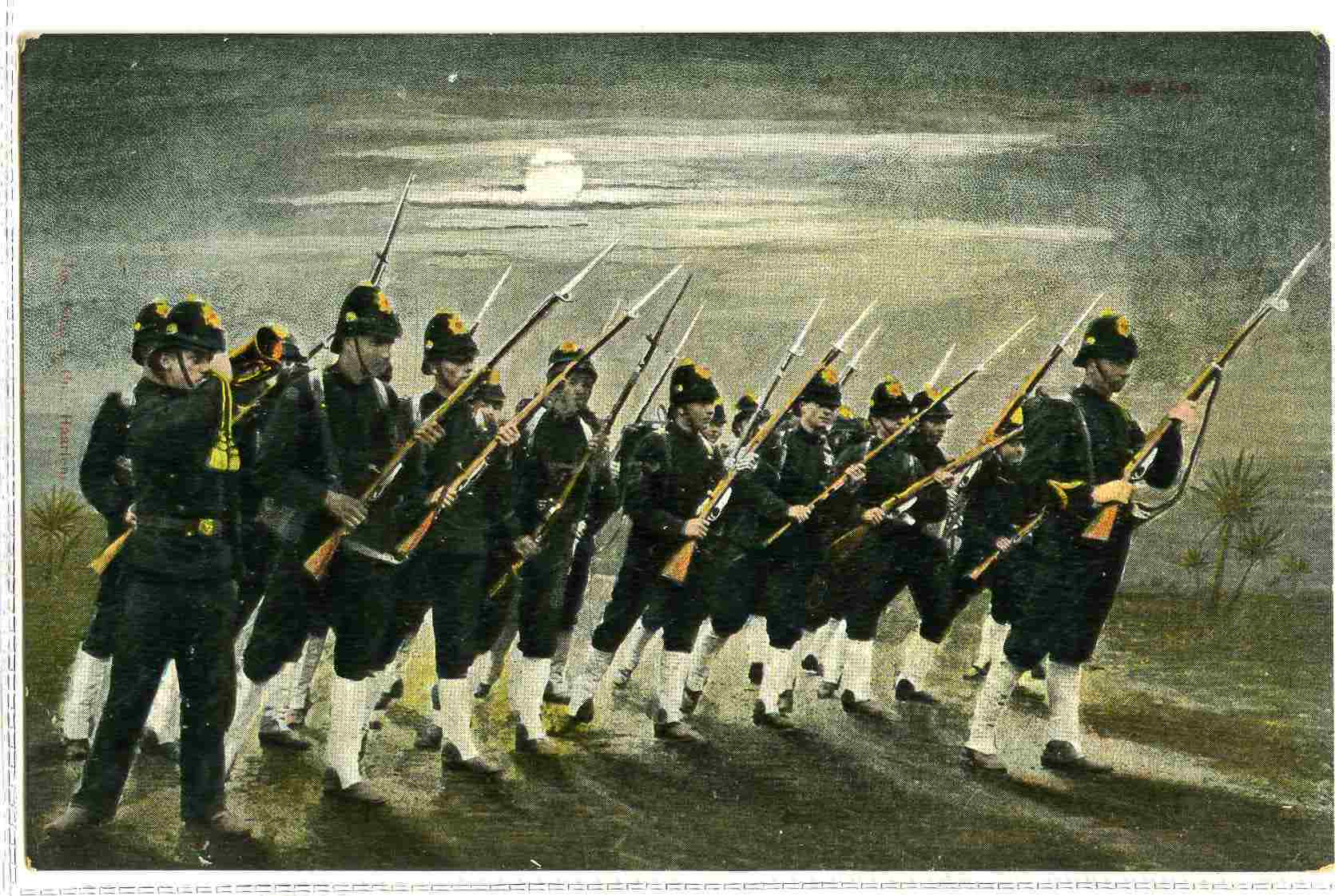
De Koloniale Reserve in de aanval
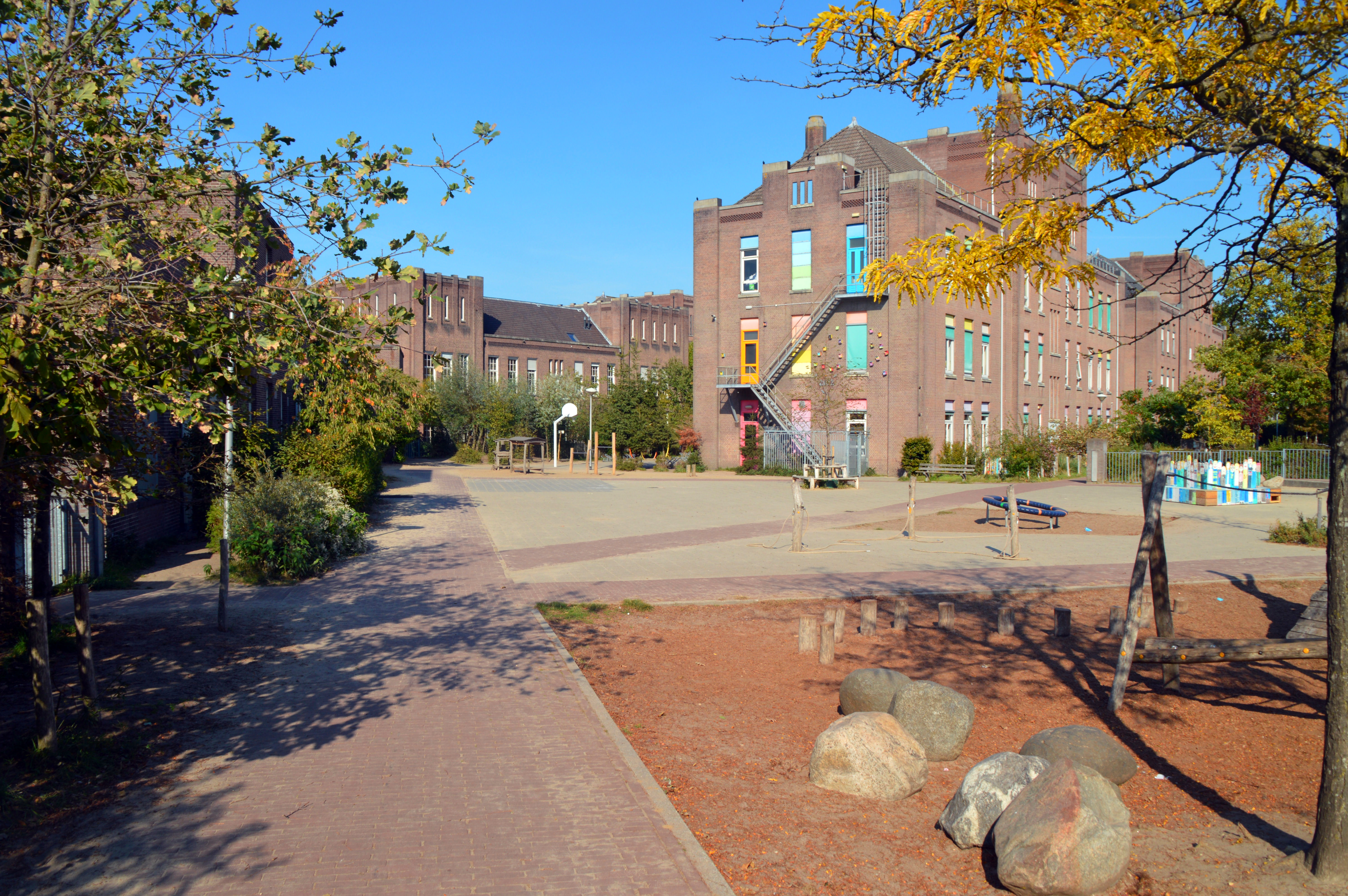
Voormalig kazernegebouw 2e Compagnie. daarachter 4e, links paviljoen voor onderofficieren.
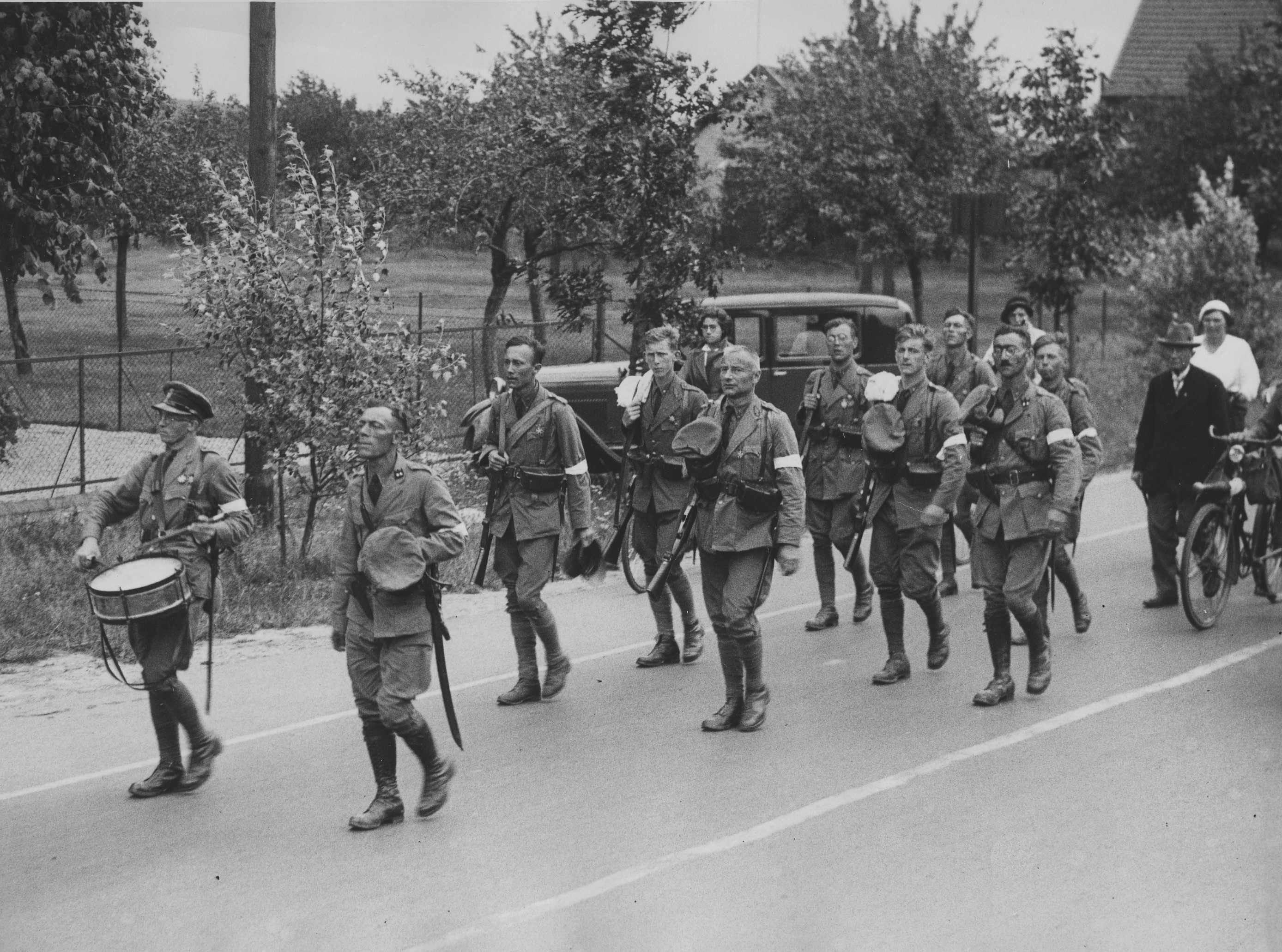
Een detachement van de Koloniale Reserve onderweg op de vierde dag van de 24e Vierdaagse.
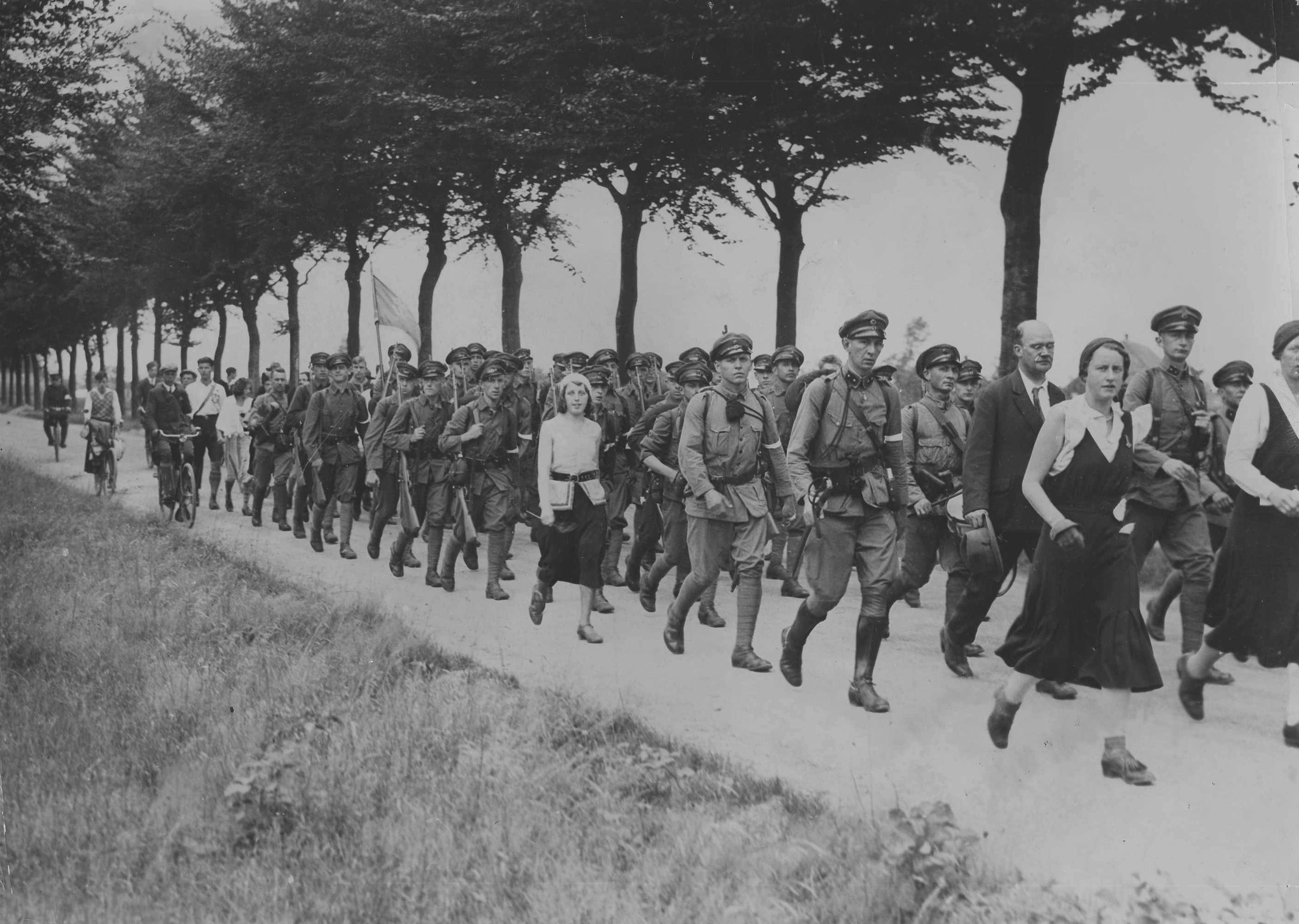
Het detachement van de Koloniale Reserve uit Nijmegen onder commando van de majoor J.Ph. Wissema onderweg tijdens de 22e vierdaagse. 1932
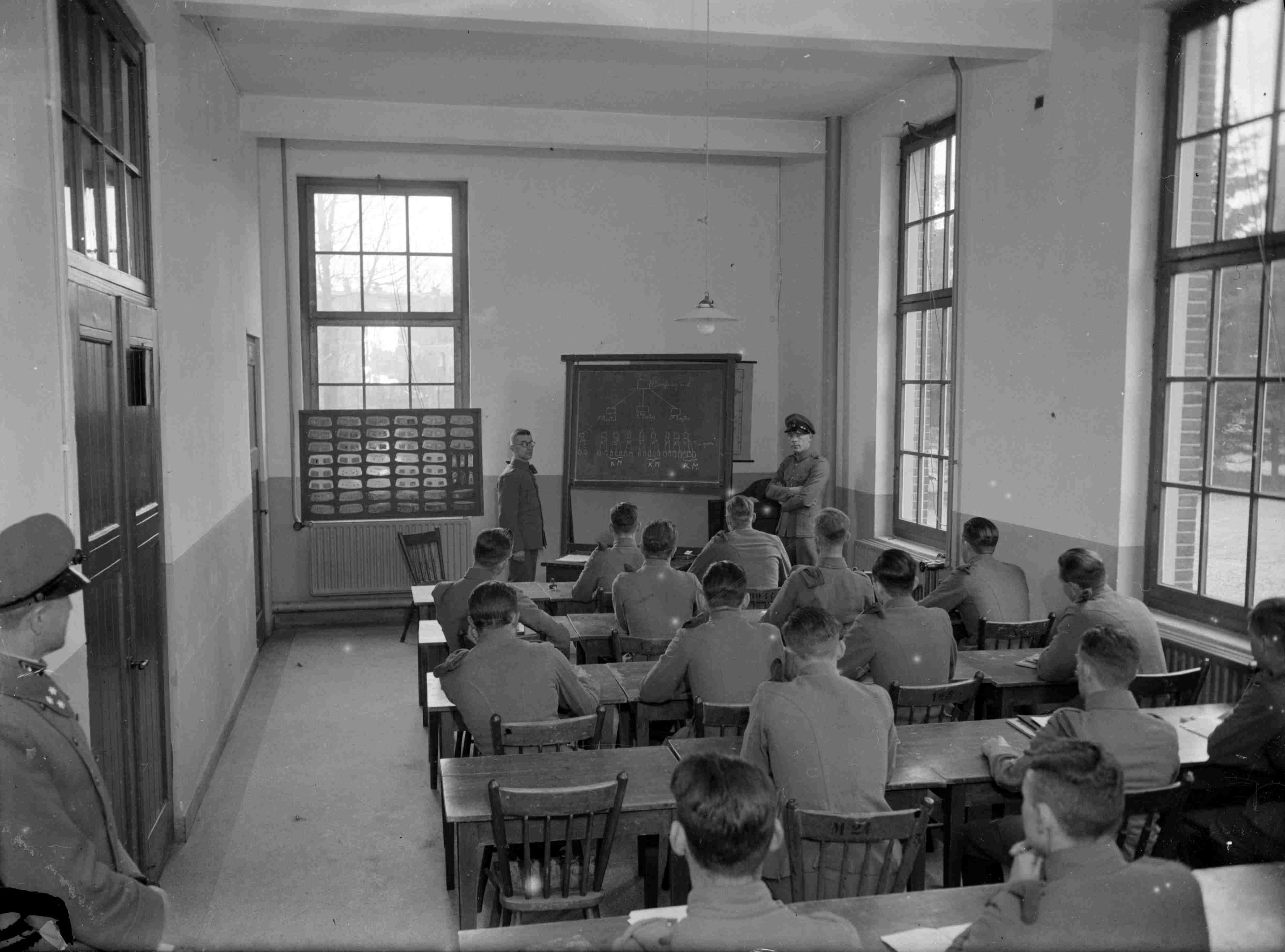
Instructie bijeenkomst voor militairen van de Koloniale Reserve in de Prins Hendrikkazerne aan de Daalseweg, 1939

## Markante oud Korps Koloniale reserve-militairen
- Machiel van den Heuvel, Colditz-krijgsgevangene
- Arthur Rimbaud, schrijver